# Björn Prytz
Björn Gustaf Prytz, född 2 april 1887 i Göteborg, död 22 juni 1976 i Marstrand, var en svensk industriman, diplomat och riksdagsledamot. Han var främst verksam inom SKF, som Sveriges sändebud i London under andra världskriget, och som liberal riksdagsman.

## Biografi
Björn Prytz tillbringade från sex års ålder sina barn- och ungdomsår i England, där han tog studentexamen vid Dulwich college 1903, bedrev därefter handelstudier med praktik på en försäkringsbyrå i Berlin 1904–1905, blev anställd vid AB Separators dotterbolag i Berlin 1905 och vid dess dotterbolag i Bryssel 1906–1908. Han var grosshandlare i Alger 1908–1910, chef vid AB Separators försäljningskontor i Stockholm 1910–1912, och 1913–1914 var han anställd som reklamchef (marknadschef) på Svenska Kullagerfabriken (SKF) i Göteborg. Under åren 1914–1918 var han chef för SKF:s amerikanska dotterbolag SKF administrative Co i Hartford, Connecticut, innan han 1919 utsågs till VD för moderbolaget, efter Sven Wingquist.
Björn Prytz blev kvar på posten som VD för SKF fram till 1937 då han valdes till styrelseordförande. Han verkade som sådan under ett år tills han 1938 utsågs till Sveriges envoyé i London. Han var verksam som sådan till 1947, då han efterträddes av ambassadören Erik Boheman. Prytz har givit en skildring av den tiden i Handlingar rörande Sveriges politik under andra världskriget i tre band (1947).
Prytz var styrelseledamot i SKF Göteborg 1913–1937, i F W Hasselblad & Co i Göteborg 1922–1923, i Jonsereds fabriker 1925–1938 samt ordförande där 1926–1938, i AB Volvo 1932–1938 samt ordförande där 1949–1958, ordförande i Sveriges Allmänna Exportföretag 1935–1938 (hedersledamot 1952) och under åren 1929–1930 ledamot av andra kammaren i Sveriges riksdag för Göteborgs stads valkrets (Liberala riksdagspartiet). Han var styrelseordförande i Svenska Tändsticks Aktiebolaget 1933–1937, i AB Transfer från 1947, i Etiopiska kompaniet AB från 1947, i Marstrands mekaniska verkstad från 1949, i Götaverken 1953–1957 (vice ordförande från 1947) och ledamot i AB Park Avenue i Göteborg från 1947.
Björn Prytz var son till grosshandlare Gustaf Prytz och Theresa Prytz, född Ward White. Han var gift första gången 1912–1924 med Ingrid Mellgren (1888–1967), dotter till hovrättsnotarien Olof Erik August Mellgren och Carolina Elisabeth Mellgren, född Winkrans, och andra gången 1933 med filosofie kandidat Aino Andersson Kantele (1903–1997). I första giftet var han far till Agneta Prytz. Björn och Aino Prytz umgicks i London med general Charles de Gaulle med maka.

## Björn Prytz och AB Volvo
Prytz låg bakom lanseringen av ett kullager, som gick under varumärket Volvo Lagret hade under 1915 lanserats på den svenska marknaden, och skulle nu säljas som ett prisbilligt lager på den hårt konkurrensutsatta amerikanska fordonsmarknaden. Detta skulle bland annat ske genom att SKF startade en fabrik i Hartford, Connecticut. Registreringsansökan skickades in till Patent- och registreringsverket den 11 maj 1915. Varumärket kom dock aldrig till användning för kullager i någon större omfattning, och både varumärket och det nyregistrerade bolaget AB Volvo lades i malpåse fram till dess att biltillverkningen kom igång 1926–27. Idéerna med en biltillverkning inom SKF under varumärket Volvo framkom först efter 1922, när Assar Gabrielsson med erfarenheter från sin tid som VD för SKF:s försäljningsbolag i Paris, kallades hem och utsågs till försäljningschef för hela SKF-koncernen.

## "Prytzaffären"
Den 17 juni 1940 hade Prytz ett möte med Richard Austen Butler på utrikesdepartementen där man diskuterade möjligheten att Storbritannien skulle ingå ett kompromissavtal om fred med Nazityskland. Prytz rapporterade tillbaka till Stockholm att Butler, efter att ha konsulterat med utrikesminister Lord Halifax, hade förklarat att den brittiska politiken måste följa "sunt förnuft och inte bravado" och att "ingen möjlighet att nå en kompromiss (fred) skulle negligeras så länge  möjligheten följde rimliga krav."
Prytz rapporterade detaljerna om mötet i ett telegram till svenska regeringen samma dag, vilket Churchill informerades om, förmodligen genom avlyssning. Churchill skrev den 26 juni till Halifax och klagade på att Butlers "underliga språk" antydde defaitism vilket generade den brittiska regeringen. Butler svarade i ett fyra sidor handskrivet brev samma dag och hävdade att han hade hållit sig till den officiella brittiska linjen, inte sagt något "definitivt eller specifikt som jag skulle vilja dra tillbaka" och erbjöd sig att avgå. Hans uppsägning avslogs.

## Utmärkelser
Kommendör av första klassen av Nordstjärneorden 6 juni 1940, med stora korset 1947; kommendör av första klassen av Vasaorden 16 juni 1933; storkorset av Abessinska-Etiopiska Stjärnorden; storkorset av Finlands Lejons orden; storofficer av Belgiska Leopold II:s orden; kommendör av första klassen av Finlands Vita Ros' orden; Irakiska Rafidain orden av andra klassen; Iranska Homayoun orden av andra klassen; Persiska Lejon- och solorden av andra klassen; storofficer av Tyska örnens orden; kommendör av Franska Hederslegionsorden; kommendör av Italienska kronorden; Göteborgs stads förtjänsttecken (1954).
Medlem i Royal Bachelors' Club 1919-39 samt hedersledamot där 1939-76.